# 市井紗耶香
市井 紗耶香（いちい さやか、1983年〈昭和58年〉12月31日 - ）は、日本のタレント、モデル、歌手、女優、政治家。『モーニング娘。』の元メンバー。元参議院議員（1期）。愛称は市井ちゃん、さやりん、母さん。千葉県船橋市出身。血液型A型。身長158 cm。戸籍名は、渡邊 紗耶香（わたなべ さやか）。

## 略歴
千葉県船橋市生まれ。船橋市立高根台中学校卒業。

### 芸能活動
1998年5月、保田圭、矢口真里と共に、モーニング娘。に2期メンバーとして加入、シングル「サマーナイトタウン」でデビュー。同年12月31日、モーニング娘。として、『第40回日本レコード大賞』最優秀新人賞受賞、『第49回NHK紅白歌合戦』初出場。
1999年11月、保田圭、後藤真希と共に、モーニング娘。内の2つ目のユニットとなるプッチモニを結成。デビュー曲「ちょこっとLOVE」はミリオンセラーとなる。同年12月31日、『第50回NHK紅白歌合戦』出場。
2000年4月に突然、「シンガーソングライターになり、ソロ活動をしたい。」と宣言し、同年5月21日の日本武道館のコンサートを最後にモーニング娘。を卒業し、芸能活動を休業。
2001年10月に復帰を果たすが、公約していたシンガーソングライターとしてではなく、シャ乱Qのたいせー（現・たいせい）のプロデュースで往年のフォークを中澤裕子とともにカバーしたアルバム「FOLK SONGS」を発表しての復帰だった。
2002年4月、たいせー（キーボード）、吉澤直樹（ギター）と共に市井紗耶香 in CUBIC-CROSSを結成しユニットとして再デビュー。デビュー曲は「人生がもう始まってる」であり、プロデュースを担当したたいせーが作曲、作詞も自らの作詞ではなかったが（カップリング曲を作詞）、セカンドシングル以降は作詞を担当している。2003年9月、ソロ名義でシングル「4U〜ひたすら〜」をリリース。
2003年11月9日、ホームページ上で「幸せを探したい」と引退宣言をして、芸能界を引退。引退後は2007年までの4年間、地元にある当時のTOKYO-BAYららぽーと（現・ららぽーとTOKYO-BAY）で勤務していた。
2009年8月24日、所属事務所をランベスに移し、芸能活動再開を発表。2009年9月5日、モデルとして『東京ガールズコレクション』に初出演。その後時期は不明だが、ランベスの関連会社であるアンダーゼットグループに籍を移している。
2010年5月25日、同日放送の『シアワセ結婚相談所』で石黒彩と共演。なお、収録日（5月6日）のお互いのブログで卒業以来の再会を報告している。2010年10月、Theatre Polyphonic第1回公演『悪魔の絵本』に出演。2010年11月、短編映画『名古屋MEN'S物語 KNIGHTS&NOODLE』で主演。
2014年、30代を対象としたグリコ主催のキャンペーンである「大人AKBオーディション」に応募し、4月初頭に1次選考を通過したが、同月の最終選考で落選した。
その後、元モーニング娘でありながら大人AKBオーディションに応募してしまった禊として、同年5月4日放送の日本テレビ「有吉反省会」にてOFR48（おふろフォーティーエイト）のオーディションに応募し合格した。同年8月31日、卒業。
2016年2月1日、所属事務所のメディアリンクス（アンダーゼットグループ）より前日付で専属契約を解消したと市井のアメーバブログで報告。同日、市井のInstagramで新オフィシャルブログの開設が発表される。
市井がモーニング娘。卒業後にハロー!プロジェクトと共演したのは復帰直後の『MUSIX!』への出演と『後藤真希卒業特番』など少数に限られており、一部OGメンバーとの交流を除けば長年他のOGメンバーと交わらない活動を行っていた。だが2018年8月5日、ハロープロジェクト20周年を記念した公演「Hello! Project 2018 SUMMER」にゲスト出演し18年ぶりに2期メンバーが集結。その後は2019年冬のハロープロジェクトのコンサートや、2023年の25周年記念公演などにもゲスト出演をしている。2023年からは保田や矢口とともに2期メンバーとして『週刊さんまとマツコ』へのゲスト出演、同年の『テレ東音楽祭』にもプッチモニとして保田らと出演するなど他のOGメンバーとの番組共演も増加している。

### 政治活動
2019年7月21日に行われた第25回参議院議員通常選挙で、旧立憲民主党は比例代表に計22人の候補者を擁立し、8議席を確保。市井は50,415票を獲得したが、得票数9位により、次点で落選した。その後10月に立憲民主党つながる本部「子ども子育て」担当・ コーディネーターに就任した。同年11月1日、自身のInstagramで芸能事務所・アルカンシェルとマネジメント業務提携契約を報告。ところが2020年1月にアルカンシェルが市井に契約解除を申し入れ、2月5日付で契約を合意解除した。
2021年8月10日、翌年の第26回参議院議員通常選挙で、立憲民主党の比例区候補として立候補することを表明したが、
2022年1月24日、「子育てと選挙活動を両立していくことの厳しさも痛感した」などとして立候補辞退を表明した。
2024年4月16日、2019年参院選比例区で当選した須藤元気が同日に告示された衆議院東京都第15区の補欠選挙への立候補を届け出たため、公職選挙法の規定により須藤が参議院議員を退職（自動失職）となり、（旧）立憲民主党の比例名簿から繰上補充により次点者の市井が繰上当選の資格を得る事となったが、市井は補選告示前の4月3日の段階で当選辞退を表明していた。
本来ならば、政党側が比例名簿から削除の手続きを行うべきところであるが、須藤の退職による欠員発生の時点で選挙当時の「立憲民主党」（以下、旧・立憲民主党）は消滅しており、2024年時点の「立憲民主党」（以下、現・立憲民主党）とは法令上は「同一名の別の政党」である。ただし旧・立憲民主党の比例名簿は新・立憲民主党結党時に取り下げを行っておらず、この時点でも有効であるが、現・立憲民主党は旧・立憲民主党の名簿から削除などの手続きを行えない。また、市井の当選辞退理由は公職選挙法における当選告示を辞する理由に相当しない事から、一度中央選挙管理会から当選決定を受けたうえで、改めて当選を辞退する手続きがとられることになった。
このため、中央選挙管理会の当選決定（2024年4月25日）、当選人の告示（同年4月26日）により、当選証書を代理人を通じて受け、即日、参議院に議員辞職願を提出し、同日の参議院本会議で許可され、参議院議員を辞職した。参議院事務局によれば、在職日数は、官報に告示された26日午前8時半から、参院本会議で辞職願が許可された同10時3分までの計93分間となった。これにより、憲政史上最短の議員任期となった。
市井の辞職により、欠員補充として次点者（比例名簿個人得票10位）の奥村政佳（元RAG FAIRメンバー）が同年5月10日開かれた中央選挙管理会による選挙会で、繰上当選が決定した。なお、事前に市井の議員辞退表明を踏まえ、本会議場の議席の指定や議員会館の事務所の割り当てなどは省略することで各会派が合意していた。1日のみの在職で議員歳費と調査研究広報滞在費の日割り7万6466円が支給されているが、市井は寄付する意向を示した。

## 家族
2004年5月、吉澤直樹と結婚、同年8月25日に長女出産。後に2人目次女も出産。
2011年6月14日、吉澤直樹と5月23日に離婚していたことが週刊女性に掲載される。2012年7月、5年前に知人の紹介で知り合った美容師の男性と2度目の結婚。相手は2012年9月24日の自身のブログにて公開された。2013年3月25日、第3子となる男児を出産。
2016年11月10日、第4子の妊娠を発表。2017年4月14日、第4子女児の出産を報告。

## エピソード

### モーニング娘。時代
- モーニング娘。では、第3期メンバー、後藤真希の教育係を担当し、その模様が『ASAYAN』で放送され、『うたばん』で石橋貴明に「母さん」という愛称を付けられた1999年初秋から人気に火が点き始め、プッチモニで人気が急上昇する。
- シングル「恋のダンスサイト」がリリースされた当時には、安倍なつみや後藤真希と並ぶ人気メンバーとなり、青色7ではセンターポジションに抜擢、映画『ピンチランナー』では重要な配役を担当していた。
- ASAYAN公式本『モーニング娘。5+3-1』の編集担当者は、同じ宝島社から出版された『モーニング娘。バイブル』に収録されたインタビューの中で「後藤真希のことを中心にしたこの本（『モーニング娘。5+3-1』）の続編が計画されていたが、いろいろな理由があって駄目になった。」と語っており、理由の一つとして「市井がちょっと不幸な理由で辞めたこと」をあげている。

## 作品

### シングル
| 1st | 2003年9月3日 | 4U～ひたすら～ | 1. 4U～ひたすら～ 作詞：三浦徳子／作曲：たいせー／編曲：TATOO 2. 不器用な天使 作詞：三浦徳子／作曲：たいせー／編曲：朝井泰生 3. 4U～ひたすら～（Instrumental） 4. 不器用な天使（Instrumental） | - 品番：PKCP-5024 - オリコン最高順位30位 - モンスターファーム4主題歌 - 初回盤ピクチャーレーベル仕様 |

### アルバム
- 市井紗耶香 with 中澤裕子

1. FOLK SONGS （2001年11月29日）

### 配信
- featuring 市井紗耶香+with d.

1. 『はじまりのカウントダウン』 #Episode 0 （2020年2月14日）

### 映像作品
- FOLK DAYS〜市井紗耶香with中澤裕子〜（2002年2月28日）

## 出演

### 映画
- モーニング刑事。抱いてHOLD ON ME!（1998年）
- ピンチランナー（2000年） - 林原真穂 役
- 名古屋MEN'S物語 KNIGHTS&NOODLE（2010年） - 主演：小出美和 役
- 明日に架ける愛（2012年） - 主演：佐伯悠子 役
- ダブルスカイ（2012年、日本赤十字社献血推進広報映画） - ヒロイン役

### Vシネマ
- パチンコクイーン・七瀬（2011年7月8日） - 主演：鮎川七瀬 役
- パチンコクイーン・七瀬2（2011年8月5日） - 主演：鮎川七瀬 役
- パチンコクイーン・七瀬3（2012年2月3日） - 主演：鮎川七瀬 役
- パチンコクイーン・七瀬4（2012年3月2日） - 主演：鮎川七瀬 役

### テレビ
レギュラーのみ、ゲスト出演を除く
- ASAYAN（1998年5月 - 2000年5月、テレビ東京） - 準レギュラー
- モーニング娘。のへそ（2000年1月 - 5月、テレビ東京）
- ハロー!モーニング（2000年4月 - 5月、テレビ東京）
- フライデーナイトはお願い!モーニング（2000年4月 - 5月、日本テレビ）
- クイズ!先端tic（2011年4月16日 - 9月24日、TOKYO MX） - 特命リサーチャーSAYAKAとして

### テレビドラマ
- 月曜ゴールデン「上条麗子の事件推理10」（2012年10月29日、TBS） - 木元美穂 役

### ラジオ
- プッチモニダイバー（1999年10月 - 2000年5月、TOKYO FM）
- 市井紗耶香 RADIO DELUXIAN（2002年4月 - 2003年11月、TOKYO FM）
- SUPER STAR QR（2002年4月 - 2003年7月、文化放送）

### CM
- モンスターファーム4 （2003年、テクモ）
- POND'S ブラッククリーン（2010年、ユニリーバ・ジャパン）

### ステージ
- 東京ガールズコレクション（2009年 - ）
- 東京ガールズアワード（2010年）

### 舞台
- 悪魔の絵本（2010年10月） - 主演：川田希 役
- SmokeCompany vol.1「夏の終わりに」（2011年8月31日 - 9月4日、笹塚ファクトリー）

### ライブ
- Hello! Project 20th Anniversary!! Hello! Project 2018 SUMMER 〜ALL FOR ONE〜/〜ONE FOR ALL〜（2018年8月4日・5日、中野サンプラザ、計2公演） - ゲスト出演[39]
- Hello! Project 20th Anniversary!! Hello! Project 2019 WINTER 〜YOU & I〜（2019年1月12日、中野サンプラザ、昼公演） - ゲスト出演[40]
- Hello! Project 25th ANNIVERSARY CONCERT「ALL FOR ONE & ONE FOR ALL!」ACT I（2023年9月10日、国立代々木競技場 第一体育館）[41]

### イベント
- Hello! Project 25周年 モーニング娘。2期 保田圭・矢口真里Presents「2(に)」（2023年5月26日、I'M A SHOW） - ゲスト出演[42]

## 書籍

### 写真集
- SELF（2002年1月17日、ワニブックス）ISBN 9784847026935

### 雑誌
- saita（2010年1月 - 、セブン&アイ出版） - 市井紗耶香のナチュラルコスメ。
- ARE YOU HAPPY?（2018年5月号、幸福の科学出版） - 【SPECIAL INTERVIEW】市井紗耶香「ママ友関係でも夫婦関係でも、大切にしているのは「距離感」です。」[43]

## 過去の参加グループ・ユニット
- モーニング娘。（1998年 - 2000年）
- プッチモニ（1999年 - 2000年）
- シャッフルユニット
  - 青色7（2000年）
- 市井紗耶香 in CUBIC-CROSS（2002年 - 2003年）

## 選挙
| 当落    | 選挙                     | 執行日         | 選挙区 | 政党       | 得票数   | 得票率 | 定数 | 得票順位 /候補者数 | 政党内比例順位 /政党当選者数 |
| ------- | ------------------------ | -------------- | ------ | ---------- | -------- | ------ | ---- | ------------------ | ---------------------------- |
| 落→繰当 | 第25回参議院議員通常選挙 | 2019年07月21日 | 比例区 | 立憲民主党 | 5万415票 | －     | 50   | －/－              | 9/8                          |

※政党の立憲民主党は(旧)立憲民主党（繰上当選決定時には消滅）。案分票を含めた正式な得票数は「50,415.298票」。
繰上補充による当選
- 2024年04月25日 - 選挙会において繰上補充による当選決定[24]。
- 2024年04月26日 - 官報告示を以って参議院議員となる（1期）[26]。同日、参議院本会議で辞職許可（在職1日）[27]。

## 市井紗耶香アイドル発掘プロジェクト
市井を中心としたプロデュースチームが、2019年11月11日に立ち上げたアイドル・プロジェクト（「市井紗耶香アイドル発掘プロジェクト」）。2020年にアイドルグループ「L・I・E・P」(リープ)としての活動をスタートさせるもコロナ禍により当初企画されていた5月のデビューイベント企画や海外フェス出演などの計画が頓挫、6月にオンライン配信でプレデビューをおこなう。2021年6月30日に市井がプロデュースを終了した後もグループは存続したが2023年8月6日に活動終了となった。
所属事務所は合同会社トライ・エム・カンパニー、レーベルはTRIANGLE RECORDSであった。
グループ名のL・I・E・PはLucky girl、Idol、Excavation、Projectの頭文字から。

### メンバー
- 月乃美歌
- 望月春留歌
- 山下真奈
- 佐久名希実
- 石川咲姫
- 和佳奈凜
- 岩田ちひろ

### 略歴
2020年 
- 6月23日、L.I.E.P公式チャンネルにてプレ・デビューライブを配信
- 8月6日、佐久名希実が脱退

2021年
- 2月10日、初のオリジナル楽曲「キミノリズム」を配信限定でリリースした
- 6月30日、L.I.E.P公式Twitterにて市井紗耶香によるプロデュースの終了を発表

2022年
- 3月26日、石川咲姫卒業。

2023年
- 3月5日、和佳奈凜卒業。
- 6月15日、岩田ちひろ卒業。
- 8月6日、活動終了